# Підалгебра Картана
В математиці, зокрема теорії алгебр Лі, підалгебрами Картана називаються певні нільпотентні підалгебри, які зокрема мають велике значення для класифікації напівпростих алгебр Лі і в теорії симетричних просторів. Названі на честь французького математика Елі Картана.

## Означення
Нехай {\displaystyle {\mathfrak {g}}} — алгебра Лі. Підалгебра {\displaystyle {\mathfrak {a}}\subset {\mathfrak {g}}} називається підалгеброю Картана, якщо вона є нільпотентною і рівна своєму нормалізатору. Формально ці умови можна записати як:
- {\displaystyle \underbrace {[{\mathfrak {a}},[{\mathfrak {a}},[\dotsb ,[{\mathfrak {a}},{\mathfrak {a}}} _{n}]\dotsb ]]]=0} для деякого {\displaystyle n\in \mathbb {N} } (нільпотентність)
- {\displaystyle \forall Y\not \in {\mathfrak {a}}\ \exists X\in {\mathfrak {a}}:\ \left[X,Y\right]\not \in {\mathfrak {a}}}(самонормалізованість).

Еквівалентним є таке означення: нільпотентна підалгебра {\displaystyle {\mathfrak {a}}\subset {\mathfrak {g}}} називається підалгеброю Картана, якщо вона є рівна своїй нуль-компоненті Фіттінга, тобто множині:
{\displaystyle {\mathfrak {g}}_{0}:=\left\{X\in {\mathfrak {g}}:\forall H\in {\mathfrak {a}}\;\;\exists n_{H,X}\in \mathbb {Z} ,\;\;(\operatorname {ad} H)^{n_{H,X}}(X)=0\right\},}
де {\displaystyle \operatorname {ad} } — приєднане представлення групи Лі.

## Властивості
- Підалгебри Картана є максимальними нільпотентними підалгебрами, тобто не містяться у строго більших нільпотентних підалгебрах.
- Довільна скінченновимірна алгебра Лі над нескінченним полем має підалгебру Картана.
- Для скінченновимірної алгебри Лі над алгебраїчно замкнутим полем характеристики 0 усі підалгебри Картана є спряженими щодо автоморфізмів алгебри Лі і зокрема є ізоморфними. Розмірність алгебр Картана називається рангом алгебри Лі. У випадку, якщо алгебра Лі є розв'язною, то ці властивості є справедливі і для полів, що не є алгебраїчно замкнутими.
- В тих же припущеннях, що і вище, довільна максимальна нільпотентна підгрупа, розмірність якої рівна рангу алгебри Лі, є підгрупою Картана.
- Образ підалгебри Картана при сюр'єктивному гомоморфізмі алгебр Лі є підалгеброю Картана.
- Нехай для скінченновимірної алгебри Лі над нескінченним полем {\displaystyle X\in {\mathfrak {g}}} є регулярним елементом, тобто елементом, для якого нульова компонента Фіттінга ендоморфізму {\displaystyle \operatorname {ad} X} має мінімальну розмірність. Тоді підалгебра {\displaystyle {\mathfrak {n}}(X,{\mathfrak {g}})}, елементами якої є {\displaystyle Y\in {\mathfrak {g}}}, такі, що {\displaystyle \operatorname {ad} ^{n}X(Y)=0} для деякого {\displaystyle n\in \mathbb {Z} }, є підалгеброю Картана. Для полів характеристики 0 всі підалгебри Картана мають вид як для відповідного регулярного елемента {\displaystyle X\in {\mathfrak {g}}.} Кожен регулярний елемент належить одній і тільки одній підгрупі Картана.
- Якщо {\displaystyle k\subset K} є деяким розширенням поля, то підалгебра {\displaystyle {\mathfrak {a}}\subset {\mathfrak {g}}} є підалгеброю Картана тоді і тільки тоді, коли {\displaystyle {\mathfrak {a}}\otimes _{k}K} є підалгеброю Картана алгебри {\displaystyle {\mathfrak {g}}\otimes _{k}K.}

## Приклади
- Будь-яка нільпотентна алгебра Лі рівна своїй підалгебрі Картана.
- Підалгеброю Картана загальної лінійної групи над деяким полем є алгебра діагональних матриць.
- Підалгеброю Картана алгебри Лі

{\displaystyle {\mathfrak {g}}={\mathfrak {sl}}(n,\mathbb {C} )=\left\{A\in \mathrm {Mat} (n,\mathbb {C} ):\mathrm {Tr} (A)=0\right\}}
є підалгебра діагональних матриць
{\displaystyle {\mathfrak {a}}_{0}=\left\{\mathrm {diag} (\lambda _{1},\ldots ,\lambda _{n}):\lambda _{1}+\ldots +\lambda _{n}=0\right\}}.
Будь-яка інша підалгебра Картана {\displaystyle {\mathfrak {a}}\subset {\mathfrak {sl}}(n,\mathbb {C} )} є спряженою до {\displaystyle {\mathfrak {a}}_{0}}.
- Натомість, наприклад, у алгебрі {\displaystyle {\mathfrak {sl}}(2,\mathbb {R} )} є неспряжені підалгебри Картана, зокрема

{\displaystyle {\mathfrak {a}}_{1}=\mathbb {R} \left({\begin{array}{cc}1&0\\0&1\end{array}}\right)}
і
{\displaystyle {\mathfrak {a}}_{2}=\mathbb {R} \left({\begin{array}{cc}0&1\\1&0\end{array}}\right)}.
- Розмірність алгебри Картана загалом не є максимальною розмірністю абелевої підалгебри, навіть для простих алгебр над полем комплексних чисел. Наприклад, алгебра Лі {\displaystyle {\mathfrak {sl}}(2n,\mathbb {R} )} має підалгебру Картана розмірності 2n−1, але розмірність її абелевої підалгебри, що складається з усіх матриць виду {\displaystyle {0\ A \choose 0\ 0}}, де A — довільна матриця розмірності n×n, є рівною n2. Ця підалгебра не є підалгеброю Картана, оскільки строго міститься у нільпотентній підалгебрі верхніх трикутних матриць з нульовими діагональними елементами.
- Прикладом максимальної нільпотентної підалгебри, що не є підалгеброю Картана, може бути алгебра {\displaystyle {\mathfrak {h}}} матриць виду {\displaystyle \{aI_{n}+N\},} де {\displaystyle a\in \mathbb {R} ,\;\;}{\displaystyle I_{n}} — одинична матриця порядку n, а матриці {\displaystyle N\in {\mathfrak {n}}} є верхніми трикутними з нульовими діагональними елементами. Дані матриці утворюють абелеву підалгебру загальної лінійної групи і можна довести, що ця алгебра є максимальною нільпотентною підалгеброю. Проте, якщо Y є діагональною матрицею, не всі елементи якої є рівними, то {\displaystyle [Y,X]\in {\mathfrak {n}}\subset {\mathfrak {h}},\;\;\forall X\in {\mathfrak {h}},} хоча {\displaystyle Y\not \in {\mathfrak {h}}}, і друга вимога в означенні підалгебри Картана не виконується.

## Напівпрості алгебри Лі
Якщо {\displaystyle {\mathfrak {g}}} є напівпростою алгеброю Лі над алгебраїчно замкнутим полем характеристики 0, тоді підалгебра Картана {\displaystyle {\mathfrak {a}}\subset {\mathfrak {g}}} є абелевою і образи приєднаного представлення {\displaystyle \mathrm {ad} \colon {\mathfrak {g}}\to {\mathfrak {gl}}({\mathfrak {g}})}, обмеженого на {\displaystyle {\mathfrak {a}}}, є одночасно діагоналізовними у множині вагових векторів, до того ж {\displaystyle {\mathfrak {a}}} є власним простором, що відповідає вазі {\displaystyle 0}. Також справедливим є розклад в пряму суму
{\displaystyle {\mathfrak {g}}={\mathfrak {a}}\oplus \bigoplus _{\alpha \in {\mathfrak {a}}^{*}}{\mathfrak {g}}_{\alpha }}
де
{\displaystyle \left[X,Y\right]=\alpha (X)Y\quad \forall X\in {\mathfrak {a}},Y\in {\mathfrak {g}}_{\alpha }}
і
{\displaystyle {\mathfrak {g}}_{\alpha }\not =0\Longrightarrow \alpha (X)\not =0\quad \forall X\in {\mathfrak {a}}}.
Зокрема у випадку
{\displaystyle {\mathfrak {g}}={\mathfrak {sl}}(n,\mathbb {C} )=\left\{A\in \mathrm {Mat} (n,\mathbb {C} ):\mathrm {Spur} (A)=0\right\},}
{\displaystyle {\mathfrak {a}}=\left\{\mathrm {diag} (\lambda _{1},\ldots ,\lambda _{n}):\lambda _{1}+\ldots +\lambda _{n}=0\right\}}
якщо позначити {\displaystyle e_{ij}} матрицю з елементом {\displaystyle 1} в позиції {\displaystyle (i,j)} і іншими елементами, рівними {\displaystyle 0}, тоді розклад має вид
{\displaystyle {\mathfrak {g}}={\mathfrak {a}}\oplus \bigoplus _{i\not =j}\mathbb {C} e_{ij}={\mathfrak {a}}\oplus \bigoplus _{\alpha \in {\mathfrak {a}}^{*}}{\mathfrak {g}}_{\alpha }}
де {\displaystyle \mathbb {C} e_{ij}={\mathfrak {g}}_{\alpha }} для ваги
{\displaystyle \alpha (\lambda _{1},\ldots ,\lambda _{n})=\lambda _{i}-\lambda _{j}}.